# 서경 74도
서경 74도(西經74度)는 본초 자오선에서 서쪽으로 74도 떨어진 경선이다. 북극점에서 시작하여 북극해, 북아메리카, 대서양, 남아메리카, 태평양, 남극해, 남극을 거쳐 남극점에 이른다.
서경 74도는 동경 106도와 이어져 지구의 둘레를 이룬다.

## 지나가는 지역
북극점에서 남극점까지 서경 74도선은 다음 지역을 지나간다.
| 좌표                                                  | 나라, 지역, 해역 | 주석 |
| ----------------------------------------------------- | ---------------- | --- |
| 북위 90° 0′ 서경 74° 0′  / 북위 90.000° 서경 74.000°  | 북극해           | |
| 북위 82° 56′ 서경 74° 0′  / 북위 82.933° 서경 74.000° | 캐나다           | 누나부트 준주 — 엘즈미어섬 |
| 북위 79° 27′ 서경 74° 0′  / 북위 79.450° 서경 74.000° | 네어스 해협      | |
| 북위 78° 0′ 서경 74° 0′  / 북위 78.000° 서경 74.000°  | 배핀만           | |
| 북위 71° 44′ 서경 74° 0′  / 북위 71.733° 서경 74.000° | 캐나다           | 누나부트 준주 — 배핀섬 |
| 북위 68° 30′ 서경 74° 0′  / 북위 68.500° 서경 74.000° | 폭스만           | |
| 북위 68° 3′ 서경 74° 0′  / 북위 68.050° 서경 74.000°  | 캐나다           | 누나부트 준주 — 에어포스섬 |
| 북위 67° 47′ 서경 74° 0′  / 북위 67.783° 서경 74.000° | 폭스만           | |
| 북위 66° 19′ 서경 74° 0′  / 북위 66.317° 서경 74.000° | 캐나다           | 누나부트 준주 — 배핀섬 |
| 북위 65° 50′ 서경 74° 0′  / 북위 65.833° 서경 74.000° | 폭스만           | |
| 북위 65° 30′ 서경 74° 0′  / 북위 65.500° 서경 74.000° | 캐나다           | 누나부트 준주 — 배핀섬 |
| 북위 64° 17′ 서경 74° 0′  / 북위 64.283° 서경 74.000° | 허드슨 해협      | |
| 북위 62° 40′ 서경 74° 0′  / 북위 62.667° 서경 74.000° | 캐나다           | 누나부트 준주 — 찰스섬 |
| 북위 62° 24′ 서경 74° 0′  / 북위 62.400° 서경 74.000° | 허드슨 해협      | |
| 북위 62° 22′ 서경 74° 0′  / 북위 62.367° 서경 74.000° | 캐나다           | 퀘벡주 |
| 북위 45° 0′ 서경 74° 0′  / 북위 45.000° 서경 74.000°  | 미국             | 뉴욕주 뉴저지주 — 북위 41° 2′ 서경 74° 0′  / 북위 41.033° 서경 74.000° 부터 뉴욕주 — 맨해튼섬, 롱아일랜드, 북위 40° 47′ 서경 74° 0′  / 북위 40.783° 서경 74.000° 부터 |
| 북위 40° 34′ 서경 74° 0′  / 북위 40.567° 서경 74.000° | 대서양           | 로어뉴욕만 |
| 북위 40° 28′ 서경 74° 0′  / 북위 40.467° 서경 74.000° | 미국             | 뉴저지주 |
| 북위 40° 13′ 서경 74° 0′  / 북위 40.217° 서경 74.000° | 대서양           | 바하마 크루커드섬(북위 23° 43′ 서경 74° 1′  / 북위 23.717° 서경 74.017° ) 바로 동쪽을 지나감                                                                          |
| 북위 22° 41′ 서경 74° 0′  / 북위 22.683° 서경 74.000° | 바하마           | 아클린스섬 |
| 북위 22° 35′ 서경 74° 0′  / 북위 22.583° 서경 74.000° | 대서양           | 아클린스 절벽 |
| 북위 22° 25′ 서경 74° 0′  / 북위 22.417° 서경 74.000° | 바하마           | 아클린스섬 |
| 북위 22° 20′ 서경 74° 0′  / 북위 22.333° 서경 74.000° | 대서양           | 쿠바(북위 20° 12′ 서경 74° 8′  / 북위 20.200° 서경 74.133° ) 바로 동쪽을 지나감                                                                                       |
| 북위 20° 0′ 서경 74° 0′  / 북위 20.000° 서경 74.000°  | 카리브해         | |
| 북위 18° 36′ 서경 74° 0′  / 북위 18.600° 서경 74.000° | 아이티           | 히스파니올라섬 티뷔롱반도 |
| 북위 18° 10′ 서경 74° 0′  / 북위 18.167° 서경 74.000° | 카리브해         | |
| 북위 11° 21′ 서경 74° 0′  / 북위 11.350° 서경 74.000° | 콜롬비아         | (북위 4° 37′ 서경 74° 5′  / 북위 4.617° 서경 74.083° ) 바로 동쪽을 지나감                                                                                             |
| 남위 1° 7′ 서경 74° 0′  / 남위 1.117° 서경 74.000°    | 페루             | |
| 남위 16° 2′ 서경 74° 0′  / 남위 16.033° 서경 74.000°  | 태평양           | |
| 남위 41° 47′ 서경 74° 0′  / 남위 41.783° 서경 74.000° | 칠레             | 칠로에섬 |
| 남위 43° 24′ 서경 74° 0′  / 남위 43.400° 서경 74.000° | 코르코바도만     | |
| 남위 43° 47′ 서경 74° 0′  / 남위 43.783° 서경 74.000° | 칠레             | 초노스 군도, 타이타오반도(본토), 메리노자르파섬, 본토, 파타고니아 군도의 여러 섬                                                                                      |
| 남위 52° 42′ 서경 74° 0′  / 남위 52.700° 서경 74.000° | 마젤란 해협      | |
| 남위 52° 58′ 서경 74° 0′  / 남위 52.967° 서경 74.000° | 칠레             | 데솔라시온섬 |
| 남위 53° 11′ 서경 74° 0′  / 남위 53.183° 서경 74.000° | 태평양           | |
| 남위 60° 0′ 서경 74° 0′  / 남위 60.000° 서경 74.000°  | 남극해           | |
| 남위 69° 39′ 서경 74° 0′  / 남위 69.650° 서경 74.000° | 남극             | 아르헨티나가 영유권을 주장하는 아르헨티나령 남극의 서쪽 경계, 칠레가 영유권을 주장하는 안타르티카칠레나현과 영국이 영유권을 주장하는 영국령 남극 지역을 통과함        |

## 같이 보기
- 서경 73도
- 서경 75도